# Clipper (öngyújtó)

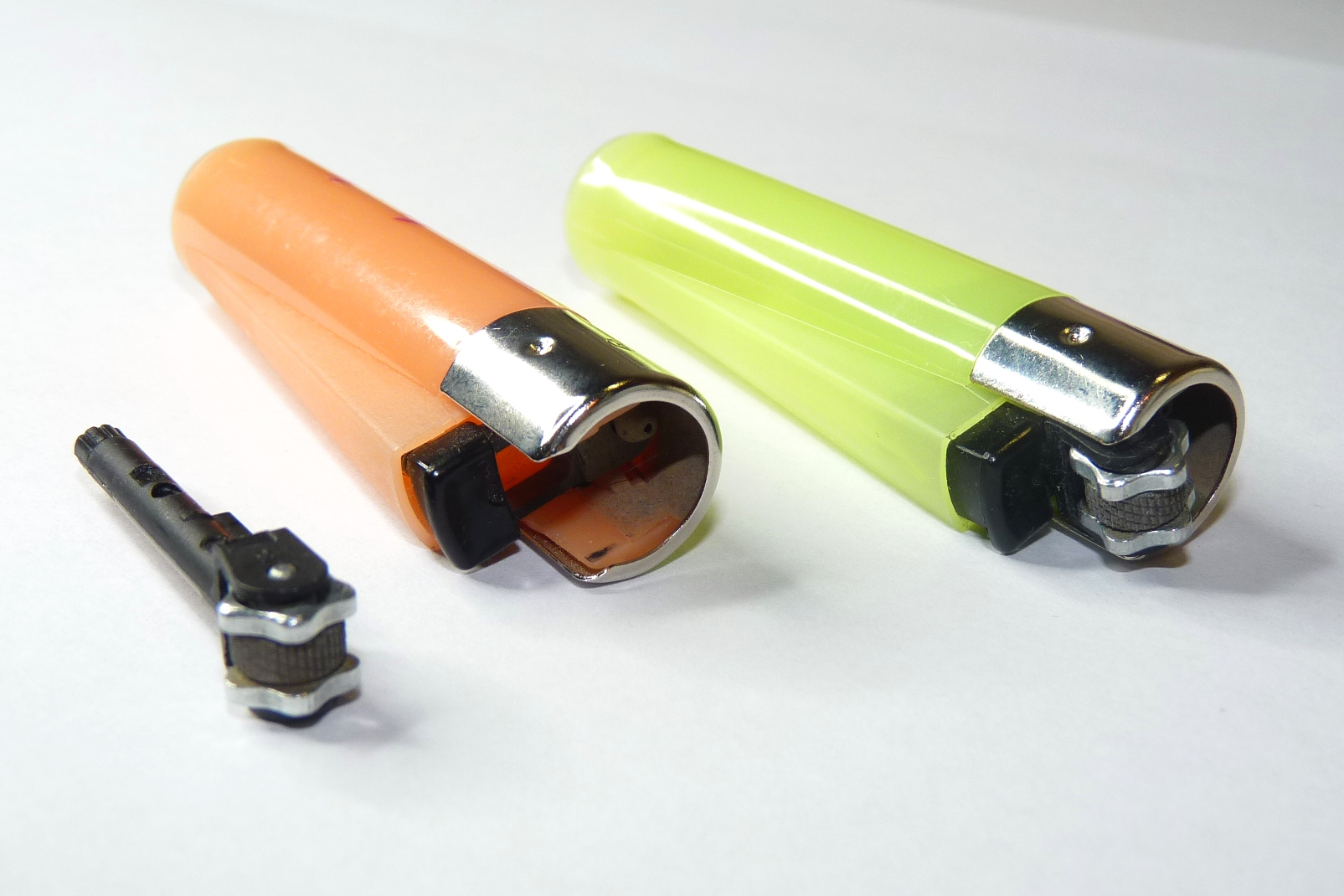
Clipper öngyújtók; bal oldalon a kovakő van, amelyet eltávolítottak a narancssárga gyújtóból

A Clipper az Enric Sardà által tervezett, 1959 óta a Flamagas SA  tulajdonában lévő, újratölthető butángyújtók márkaneve.
Az öngyújtókat többnyire Barcelonában gyártják, másokat Chennaiban és Sanghajban gyártanak.  A Clipper öngyújtók, gáztöltők és egyéb tartozékok széles választékát kínálja. Az első Clipper öngyújtót 1972-ben gyártották, és a globális gyártás jelenleg körülbelül 450 millió darab évente, ezzel a világ második legnagyobb öngyújtógyártója a BIC mögött.
A Clipper márka a Flamagas SA egyik részlege,  amely olyan márkák számára is forgalmaz írószereket és elektronikai cikkeket, mint a Casio és a Daewoo .  A Flamagas SA-t Puig vezeti, és mindkét vállalat az Exea Corporation leányvállalata.  

## Egyesületek
Vannak, akik a Clipper öngyújtó használatát a "stonerekkel" társítják. A stoner kifejezést  arra az emberre használják aki napi szinten marihuánát fogyaszt és más kábítószert vagy alkoholt nem fogyaszt mellette.   Ez a kovakő rendszerének köszönhető, amelyet a dohányosok gyakran használnak sodort és marihuánás cigaretta tömörítésére.

## Méretek
A Clipper öngyújtók különböző modelljeinek méretei a következők: 
| Modell  | Hossz (mm) | Átmérő (mm) |
| ------- | ---------- | ----------- |
| nagy    | 71         | 16          |
| közepes | 71         | 14          |
| zseb    | 63         | 16          |
| mini    | 63         | 14          |

## A populáris kultúrában
- A Streets a Clipper öngyújtót használta logójaként. Az öngyújtó (amely az előadó nevét viseli) az összes album borítóján megjelenik, az első albumon, amelyen Swan öngyújtó volt. Árujukban márkás Clipper öngyújtók találhatók.
- Damien Hirst a Clipper öngyújtó képeit használta fel egy sor műalkotásban a Silk Cut-tal együtt.

## Lásd még
- Hivatalos Clipper weboldal
- A Flamagas hivatalos weboldala (gyártó cég)